# Redwood (Nova York)
Redwood és una concentració de població designada pel cens dels Estats Units a l'estat de Nova York. Segons el cens del 2000 tenia 584 habitants.

## Demografia
Segons el cens del 2000, Redwood tenia 584 habitants, 205 habitatges, i 160 famílies. La densitat de població era de 110,5 habitants per km².
Dels 205 habitatges en un 42,4% hi vivien nens de menys de 18 anys, en un 61% hi vivien parelles casades, en un 11,7% dones solteres, i en un 21,5% no eren unitats familiars. En el 19% dels habitatges hi vivien persones soles el 9,3% de les quals corresponia a persones de 65 anys o més que vivien soles. El nombre mitjà de persones vivint en cada habitatge era de 2,85 i el nombre mitjà de persones que vivien en cada família era de 3,25.
Per edats la població es repartia de la següent manera: un 31,2% tenia menys de 18 anys, un 5% entre 18 i 24, un 31,7% entre 25 i 44, un 20,5% de 45 a 60 i un 11,6% 65 anys o més.
L'edat mediana era de 35 anys. Per cada 100 dones de 18 o més anys hi havia 89,6 homes.
La renda mediana per habitatge era de 36.850 $ i la renda mediana per família de 42.721 $. Els homes tenien una renda mediana de 32.344 $ mentre que les dones 21.250 $. La renda per capita de la població era de 14.105 $. Entorn del 9,2% de les famílies i el 12,1% de la població estaven per davall del llindar de pobresa.